# Houttuin
Houttuin es un ressort de Surinam, el mismo se encuentra en el distrito de Wanica. Posee una población de 10 227 habitantes según el censo de 2004.
Al este de Houttuin se encuentra el ressort de Domburg, y al sur el distrito de Para. Al sur también limita con el ressort de Lelydorp, al noroeste se encuentra De Nieuwe Grond y al norte el distrito de Commewijne y Paramaribo.